# Antônio Carlos Mesquita
Antônio Carlos Mesquita (* 13. Oktober 1923 in Itapecerica, Minas Gerais; † 19. Dezember 2005) war ein brasilianischer Geistlicher und römisch-katholischer Bischof von São João del-Rei.

## Leben
Antônio Carlos Mesquita empfing am 8. Dezember 1947 das Sakrament der Priesterweihe.
Am 8. April 1974 ernannte ihn Papst Paul VI. zum Titularbischof von Tamada und zum Koadjutorbischof von Oliveira. Der Erzbischof von Belo Horizonte, João Resende Costa SDB, spendete ihm am 29. Juni desselben Jahres die Bischofsweihe; Mitkonsekratoren waren der Weihbischof in Belo Horizonte, Serafím Fernandes de Araújo, und der Bischof von Divinópolis, Cristiano Portela de Araújo Pena.
Am 6. März 1977 wurde Antônio Carlos Mesquita in Nachfolge des verstorbenen José de Medeiros Leite Bischof von Oliveira. Papst Johannes Paul II. ernannte ihn am 16. Dezember 1983 zum Bischof von São João del-Rei. Antônio Carlos Mesquita trat am 26. Juni 1996 als Bischof von São João del-Rei zurück.